# NGC 7257
NGC 7257 (другие обозначения — NGC 7260, PGC 68691, MCG -1-57-3) — галактика в созвездии Водолей.
Этот объект занесён в новый общий каталог несколько раз, с обозначениями NGC 7257, NGC 7260.
Этот объект входит в число перечисленных в оригинальной редакции «Нового общего каталога».
В галактике вспыхнула сверхновая SN 2001cl типа II, её пиковая видимая звездная величина составила 17,2.